# Познать неизведанное
«Познать неизведанное» (англ. Approaching the Unknown, рабочее название Ad Inexplorata) — американский художественный фильм 2016 года, полнометражный режиссёрский дебют Марка Элайджа Розенберга, который выступил также в качестве сценариста. Фильм повествует об одиночном космическом полёт на Марс капитана Уильяма Д. Станафорта, который должен стать первым человеком, ступившим на Красную планету.
Фильм получил средние оценки кинокритиков, хотя было отмечено актёрское мастерство исполнителя главной роли Марка Стронга, который находится на экране практически в течение всего фильма.

## Сюжет
С Земли отправляется первая в истории космическая миссия человека на Марс: первым стартует корабль, экипаж которого составляет капитан Уильям Д. Станафорт, через несколько дней вслед за ним летит второй корабль с капитаном Эмили Мэддокс. Полёт должен продлиться 270 дней.
В центре повествования — полёт капитана Станафорта. Важную роль для успеха его миссии играет изобретённый им реактор, который извлекает водород и кислород из почвы и рекомбинирует их в питьевую воду. Таким образом, и в полёте, и на Марсе Станафорт сможет добывать воду. На Земле Станафорт проводил испытания своего реактора в пустыне Атакама, и только после этого полёт был признан возможным.
По пути к Марсу Станафорд посещает космическую станцию, на которой забирает приготовленный для него груз. Он видит, что оба члена экипажа на станции морально подавлены длительным пребыванием в космосе и неудачным экспериментом (погибли все взятые ими в космос животные и растения). Тем не менее, сам Станафорд полон оптимизма: он поливает растения, извлекает воду из реактора, занимается спортом, читает, пишет дневник, отвечает на вопросы студентов, которые выходят с ним на связь. Контролирует полёт Станафорта и Мэддокс Луис Скиннер («Скинни»), вероятно, близкий друг Станафорта.
По прошествии нескольких десятков дней полёта миссию Мэддокс решено прекратить из-за неисправностей на её корабле, и она берёт курс назад. Проблемы возникают и у Станафорта: однажды короткое замыкание в реакторе приводит к загрязнению запаса питьевой воды, а при починке реактора часть аппарата сгорает. Станафорт, однако, не сообщает на Землю о происшествии, понимая, что в этом случае его также вернут обратно. Он вспоминает свои неудачные попытки получения воды из почвы в пустыне.
Реактор починить не удаётся, и воды Станафорту должно с трудом хватить лишь до конца полёта. Со временем Скиннер понимает, что на корабле Станафорта возникли проблемы, и предлагает ему подготовиться к обратному полёту на Землю. Но Станафорт берёт управление на себя и отключает связь с Землёй. Через несколько месяцев он достигает Марса и успешно садится на поверхность. Он выходит из корабля и осматривает марсианский ландшафт.

## В ролях
- Марк Стронг — капитан Уильям Д. Станафорт
- Люк Уилсон — Луис Скиннер (Скинни)
- Сэна Латан — капитан Эмили Мэддокс
- Андерс Даниэльсен Ли — Гринстрит
- Чарльз Бейкер — капитан Фрэнк Уорсли

## Отзывы
По состоянию на сентябрь 2016 года на агрегаторе Rotten Tomatoes не было консенсуса по данному фильму, однако по сумме 20 рецензий средняя оценка составила 5/10.
Гленн Кенни поставил фильму 2,5 из 4 звёзд, сравнив его с фильмом Ридли Скотта «Марсианин» и отметив, что фильм Розенберга не так масштабен и чуть более ориентирован на научную составляющую. По мнению критика, на фильм повлияли такие классические ленты, как «Космическая одиссея 2001 года» и «Молчаливый бег». Фрэнк Шек назвал фильм Розенберга несмешным и нестрашным «Марсианином» (англ. It's 'The Martian' without the laughs or the thrills), отметив, что фильм скучноват по сравнению с его более развлекательным и харизматичным аналогом, однако впечатляет на техническом уровне, особенно учитывая небольшой бюджет и тот факт, что это дебют режиссёра.

## Награды
- 2014: Институт Сандэнс и NHK — награда-поощрение за работу над предстоящим фильмом (Марк Розенберг)[3]